# Кливаж
Кливаж, у структурној геологији и петрологији, означава тип планарне структуре стене, која настаје као резултат деформација и метаморфизма. Који ће се тип кливажа развити у стени зависи од степена деформација и метаморфизма, као и од типа стене која је подвргнута променама. У општем случају, ове структуре се формирају у финозрним стенама, које изграђују минерали који се могу стапати под притиском.
Кливаж представља тип фолијације у стени, која представља елемент склопа који описује начин дистрибуције планарних елемената у стени. Фолијација може бити примарна и секундарна. Примарна фолијација се јавља у магматским и седиментним стенама, док се секундарна фолијација јавља код стена које су претрпеле метаморфизам, и то као резултат деформација. Кливаж је тип секундарне фолијације у финозрним стенама. Секундарна фолијација у грубозрнијим стенама назива се шкриљавост.
Постоји много дефиниција кливажа које могу довести до забуне. Терминологија коришћена овом приликом углавном је базирана на дефиницијама које су дали Passchier и Trouw (2005). Они тврде да је кливаж тип секундарне фолијације у финозрним стенама, кога карактеришу планарни елементи склопа који се формирају у предефинисаној оријентацији. Неки аутори користе термин кливаж за било који тип секундарне фолијације.

## Типови кливажа
Присуство елемената склопа, као што су предефинисана оријентација листастих или издужених минерала, композициона слојевитост, варијација величина зрна и слично, одређују тип кливажа који ће се формирати у стени. Кливаж може бити континуиран или дисконтинуиран.

### Континуирани кливаж
Континуирани или пенетративни кливаж описује финозрне стене које се састоје од листастих минерала оријентисаних по неком предефинисаном правцу. Тип континуираног кливажа који се формира у стени зависи од минерала који изграђују стену. Недеформисани листасти минерали као што су лискуни или амфиболи распоређени у предефинисаном правцу, и минерали као што су кварц или калцит деформисани тако да им облик зрна има предефинисану оријентацију. Континуирани кливаж зависи од размере, па стена која има континуирани кливаж у микроскопској размери, може имати дисконтинуирани кливаж када се посматра на макроскопском нивоу.

#### Шкриљав кливаж
Пошто је природа кливажа зависна од размере, шкриљав кливаж се дефинише као кливаж код кога је растојање између слојева мање или једнако 0.01 мм. Овај тип кливажа обично настаје након дијагенезе и први је кливаж који се формира након почетка деформација. Тектонски напон мора бити довољно јак да омогући да се формира нова фолијација, тј. шкриљави кливаж.

### Дисконтинуирани кливаж
Дисконтинуирани кливаж се јавља у стенама у којима минерали нису једнако распоређени и као резултат тога у стени се формирају дисконтинуирани слојеви или сочива са различитим типовима минерала. Овај тип кливажа садржи две врсте домена: домен кливажа и микролитоне. Домени кливажа су планарне границе субпаралелне тренду домена, а микролитони су ограничени доменима кливажа. Дисконтинуирани кливажи се могу категорисати по томе да ли су зрна унутар микролитона неравномерно оријентисана или садрже микро-наборе из неког ранијег фолијативног склопа. Други описи дисконтинуираног кливажа односе се на величину растојања, облик и проценат домена кливажа, као и на прелазне зоне између домена кливажа и микролитона.

#### Кренулациони кливаж
Кренулациони кливаж садржи микролитоне који су убрани претходном фолијацијом. Набирање се дешава када постоји више фаза деформација, при чему последња фаза узрокује симетричне или несиметричне микро-наборе које деформишу претходне фолијације. Који ће се тип кренулационог кливажа формирати зависи од литологије, степена деформације и метаморфизма.

#### Дисјунктивни кливаж
Дисјунктивни кливаж је тип дисконтинуираног кливажа код кога микролитони нису деформисани у облику микро-набора, а његово формирање је независно од било које друге фолијације која постоји у стени. Уобичајени застарели термин за дисјунктивни кливаж је фракутрисани кливаж, међутим он се више не користи због тога што може доћи до забуне око интерпретације формирања кливажа.

### Транспозициони кливаж
Транспозициони кливаж се јавља када старији кливаж буде у потпуности замењен млађом фолијацијом услед јаче деформације. На њему се могу наћи докази више деформационих фаза.

## Настанак кливажа
Настанак кливажа објашњава се комбинацијом различитих механизама који зависе од састава стене, тектонских процеса и услова метаморфзима. Начин деформације минерала условљен је магнитудом и оријентацијом стреса као и условима притиска и температуре у којима се стена налази. Кливажи се формирају готово увек у равни која је скоро паралелна X-Y равни тектонског напона и категоришу се на основу типа напона. Механизми за које се верује да контролишу настанак кливажа су: ротација зрна минерала, трансфер топљења, динамичка рекристализација и статичка рекристализација. 

### Механичка ротација зрна
У току дуктилних деформација минерална зрна са великим аспектним односом ће се ротирати тако да њихова главна оријентација буде у истом правцу као XY раван напона. Минерална зрна могу се убрати ако се оријентишу нормално на правац скраћења. 

### Трансфер топљења
Кливаж може настати као резултат трансфера топљења индукованог стресом, и то редистрибуцијом минералних зрна топљењем и рекристализацијом. Ово такође потпомаже и ротацију издужених и табличастих минералних зрна. Зрна лискуна ће се под дејством топљења оријентисати по одређеном правцу. Ако на минерална зрна делује топљење под притиском и она се деформишу у току пластичних кристалних процеса, зрна ће се издужити у правцу XY-равни напона. Овим процесом се мења облик зрна, тако да она задобијају издужен облик по предефинисаном правцу.

### Динамичка рекристализација
Динамичка рекристализација се дешава када је стена подвргнута метаморфним условима и мења се равнотежа хемијског састава минерала. Ово се дешава када се смањује слободна енергија која се налази у оквиру деформисаних зрна минерала. Деформисани лискуни могу садржати довољну количину напона за почетну енергију рекристализације. 

### Статичка рекристализација
Овај процес се дешава или након деформације или у одсуству динамичке деформације. У зависности од интензитета топлоте током рекристализације, фолијација ће се или појачати или ослабити. Ако је топлота довољно интензивна, фолијација ће бити ослабљена због раста нових неравномерно оријентисаних зрна. У случају да је топлота минимална и ради се о стени са већ постојећом фолијацијом и без промене минералног асамблажа, кливаж ће бити појачан растом минерала лискуна паралелно са фолијацијом. 

## Веза кливажа и набора
Кливажи имају мерљиву геометријску везу са аксијалном површи набора, која је настала током деформација и назива се планарна аксијална фолијација. Фолијације су симетрично постављене у односу на аксијалну раван у зависности од састава и компетенције стене. На пример, када се врши набирање секвенци пешчара и глинаца у условима метаморфизма ниског степена, кливаж се формира паралелно са аксијалном површи набора, поготово у деловима секвенце богатим глинцима. 

## Инжењерскогеолошке импликације
У инжењерскогеолошкој пракси равни кливажа формирају дисконтинуитете који могу имати велики утицај на механичке карактеристике (снага, деформација) стенских маса у тунелима, местима фундирања, конструкција стабилности падина.